# Big Noon-pokalen
Big Noon-pokalen är ett årligt travlopp för 3–4-åriga varmblod som körs på Solvalla i Stockholm. Loppet är en hyllning till travhästen Big Noon. Sedan 2016 körs loppet i augusti varje år under samma tävlingsdag som Jubileumspokalen. Tidigare kördes loppet i början av december varje år. Loppet körs över 1640 meter med voltstart och med 20 meters tillägg för 4-åriga hästar. Förstapris (sedan 2018) är 300 000 kronor.

## Vinnare
| År   | Häst              | Kusk            | Tränare            | Tid    |
| ---- | ----------------- | --------------- | ------------------ | ------ |
| 2024 | Currency Artist   | Ulf Ohlsson     | Ville Karhulahti   | 1.12,3 |
| 2023 | Kojak Sisu        | Mats E. Djuse   | Timo Nurmos        | 1.12,2 |
| 2022 | Daven Port        | Mats E. Djuse   | Timo Nurmos        | 1.11,9 |
| 2021 | Asteroid          | Björn Goop      | Frode Hamre        | 1.12,8 |
| 2020 | Golden Tricks     | Örjan Kihlström | Daniel Redén       | 1.10,7 |
| 2019 | Ecurie D.         | Björn Goop      | Frode Hamre        | 1.12,2 |
| 2018 | Snowstorm Hanover | Örjan Kihlström | Stefan Melander    | 1.11,7 |
| 2017 | Hotshot Luca      | Erik Adielsson  | Ari-Pekka Pakkanen | 1.12,8 |
| 2016 | French Laundry    | Örjan Kihlström | Stefan Melander    | 1.11,7 |
| 2015 | Romeus            | Ulf Ohlsson     | Daniel Redén       | 1.15,2 |
| 2014 | Amazon Am         | Robert Bergh    | Robert Bergh       | 1.11,7 |
| 2013 | Poochai           | Erik Adielsson  | Svante Båth        | 1.13,0 |
| 2012 | Valley Ivan       | Erik Adielsson  | Frode Hamre        | 1.13,8 |
| 2011 | Kash's Cantab     | Erik Adielsson  | Stig H. Johansson  | 1.16,0 |
| 2010 | I Won't Dance     | Erik Adielsson  | Stig H. Johansson  | 1.13,3 |
| 2009 | Marshland         | Örjan Kihlström | Stefan Hultman     | 1.14,2 |